# Prodecatoma bruneiventris
Prodecatoma bruneiventris är en stekelart som beskrevs av William Harris Ashmead 1904. Prodecatoma bruneiventris ingår i släktet Prodecatoma och familjen kragglanssteklar. Inga underarter finns listade i Catalogue of Life.